# Geißblatt-Linienbock
Der Geißblatt-Linienbock, auch Heckenkirschen-Linienbock (Oberea pupillata) ist ein Käfer aus der Familie der Bockkäfer (Cerambycidae).

## Merkmale
Der Geißblatt-Linienbock ist 16 bis 18, nach anderen Quellen 13 bis 18 Millimeter lang. Er hat ein oranges Halsschild mit zwei länglichen schwarzen Flecken darauf. Die Beine, die Innenseite der Flügeldeckenbasis und die Körperunterseite sind ebenfalls orange. Die Flügeldecken sind grau behaart. Er ist für einen Bockkäfer ziemlich schmal und erinnert daher an einen Weichkäfer. 

### Ähnliche Arten
- Weiden-Linienbock Oberea oculata (Linnaeus, 1758). Flügeldecken vollständig schwarz und grau behaart.

## Verbreitung und Vorkommen
Der Geißblattlinienbock kommt in Europa und Russland vor. In Mitteleuropa sind nur vereinzelte lokale Populationen zu finden, die man, wenn überhaupt, meistens an Waldrändern oder in Parks antrifft. In Letzteren tritt er allerdings manchmal in Massen auf. Als Beispiel dafür ist Prag zu nennen.

## Lebensweise
Der Geißblatt-Linienbock ernährt sich während der Entwicklung ausschließlich von Heckenkirschen (Lonicera). Das Larvenstadium dauert zwei bis drei Jahre, die Imagines sind von Mai bis September anzutreffen.